# Наймичка (повість)
«Наймичка» — повість Тараса Шевченка російською мовою, написана ним за мотивами однойменної поеми під час його заслання в Новопетровському укріпленні між 1852—1853 роками.

## Датування
Повість датується орієнтовно 1852—1853 роками, проте Шевченко підписав твір фіктивною датою «25 февраля 1844. Переяслов» через заборону писати і малювати на засланні. Документальних свідчень про роботу Шевченка над цим твором не збереглося. 19 лютого 1844 року Шевченко перебував у Москві, на що вказує авторське датування вірша «Чигрине, Чигрине…» в альбомі «Три літа»: «19 февраля 1844. Москва».
Повертаючись 1844 року з України до Петербурга, він приїхав до Москви не пізніше 10 лютого і загалом пробув у місті понад тиждень. 23 — 24 лютого поет, імовірно, вже дістався Петербурга. До Переяслава Шевченко вперше приїздив у серпні і 13 листопада 1845 року він написав там поему «Наймичка». Саме цей факт дає підстави до того, що в автографі однойменної повісті Шевченко назвав Переяслав місцем, де начебто її було створено.
Різні історичні події та обставини, описані у повісті, допомогли встановити приблизну дату написання. У «Наймичці» докладно описуються археологічні пам'ятки Полтавщини, які Шевченко вивчав восени 1845 року за завданням Тимчасової комісії для розбору давніх актів у Києві (Київської археографічної комісії). Опис давніх курганів у «Наймичці» відповідає археографічній нотатці «Миргород», складеній у жовтні 1845 року:
|  | Между г[ородом] Миргородом и местечками Богачкой, Устывицей и Сорочинцями все возвышенности заняты разной величины укреплениями, я насчитал более сорока, исключая сторожевых курганов, некоторые из них имеют названия, как-то: Мордачевы, Дубовы, Королевы, но когда, для чего они построены — народное предание молчит. Самое огромное из этих укреплений — это Королевы могилы, близ местечка Сорочинец |

Шевченко вперше побував на Миргородщині 1845 року. У повісті згадано про відновлення Густинського монастиря, який мала намір відвідати Лукія:
|  | …Она хотела зайти в Густыню, в то время только возобновлявшуюся |

Офіційне відкриття Густинського монастиря відбулося 15 травня 1844 року, отже, у лютому того року Шевченко не міг би цього написати. Поет відвідав Густиню наприкінці червня 1845 року й виконав три малюнки монастирських споруд («В Густині. Церква Петра і Павла», «Брама в Густині. Церква св. Миколи», «В Густині. Трапезна церква»), які свідчать, що й через рік після відкриття цієї пам'ятки архітектури відбудова її була ще далекою від завершення.
Фіктивність поставленої Шевченком дати створення «Наймички» підтверджується наявністю в ній місць, в яких відбилися враження і настрої поета, безпосередньо пов'язані із засланням. Такою є згадка про «необитаемые бесплодные и безводные степи киргизские», близька за змістом до описів степу в написаній 1847 року в Орській фортеці поезії «А. О. Козачковському»:
|  | А тут бур'ян, піски, тали… І хоч би на сміх де могила О давнім давні говорила. Неначе люде не жили. Од споконвіку і донині Ховалась од людей пустиня… |

Також дослідники звертають увагу на подібність до зображення природи та рельєфу біля Новопетровського укріплення в листах до С. С. Гулака-Артемовського від 1 липня 1852 року:
|  | Настоящая пустыня! песок да камень; хоть бы травка, хоть бы деревцо — ничего нет |

та до А. І. Лизогуба від 16 липня 1852 року:
|  | Пустыня, совершенная пустыня, без всякой растительности, песок да камень |

Інший характерний для Шевченкових творів та листування часів заслання мотив зустрічається наприкінці повісті. Розповідаючи про чумакування з батьком в дитячі роки, він пише:
|  | Грустно мне! Печально мне вспоминать теперь мою молодость, мою юность, мое детство беззаботное! Грустно мне вспоминать теперь те степи широкие, беспредельные, которые я тогда видел и которых уже не увижу никогда |

Така згадка не мала жодного реального підґрунтя 1844 року, після подорожі Шевченка по українських містах і селах 1843 — 1844 років і перед задуманими ним новими подорожами, пов'язаними з реалізацією замислу «Живописной Украины», проте цілком відповідала тяжкому душевному стану засланого поета.
У листі до О. М. Бодянського в листі від 3 січня 1850 року Шевченко просив:
|  | …Пришли Кониського, добреє зробиш діло, нехай я хоч читатиму про нашу безталанную Україну, бо я вже її ніколи не побачу! |

Про фіктивність датування «Наймички» 1844 року свідчить також зауваження Шевченка на початку повісті «Капітанша». Описуючи свою подорож з Москви в Україну навесні 1845 року й згадуючи, як нудно було йому їхати, Шевченко відзначив:
|  | В то время я повестей еще не сочинял |

Непрямим підтвердженням того, що «Наймичка», як і інша Шевченкова повість «Варнак», датована з конспіративних міркувань 1845 роком, були написані на засланні, є відсутність згадок про них у листуванні поета та його сучасників 1840-х років, у мемуарній літературі про цей період його життя. В листі до О. Я. Кониського зі спогадами про Шевченка А. О. Ускова зазначала, що він читав у Новопетровському укріпленні повість «Наймичка» «якось на святах або в самому кінці р. 1853, або з самого початку р. 1854».
Про те, що «Наймичку» написано на засланні, свідчать характерні для цього періоду Шевченкової творчості почерк та папір автографа, в якому трапляються аркуші того самого ґатунку, що й в автографах повістей «Близнецы» і «Художник», створених у Новопетровському укріпленні відповідно в 1855 і 1856 роках.
Проте серед літературознавців є думки і на користь правдивості датування. Зокрема, спробу довести, що авторське датування перших повістей Шевченка не є фіктивним і «Наймичка» та «Варнак» справді були написані до арешту їх автора, зробив С. Дмуховський. Його аргументи не були підтримані більшістю дослідників. Критичний розгляд роботи С. Дмуховського дала свого часу А. Кодацька.

## Історична основа
Час роботи Шевченка над повістю «Наймичка» визначається орієнтовно 1852 — 1853 роками. Прибувши до Новопетровського укріплення 17 жовтня 1850 року, поет поступово встановлює добрі стосунки з комендантом А. П. Маєвським, а після його смерті в грудні 1852 або січні 1853 року — з І. О. Усковим, призначеним 1853 року на посаду коменданта.
Перший відомий дослідникам лист Шевченка з Новопетровського укріплення датовано 12 січня 1851 року; поет просив адресата В. М. Рєпніну писати йому на ім'я А. П. Маєвського. В травні — вересні 1851 року він брав участь у Каратауській експедиції. Найімовірніше, Шевченко почав працювати над російськими повістями після повернення з неї. Авторські дати — «1844» і «1845» — під першими повістями «Наймичка» і «Варнак» мали запобігти можливим звинуваченням на адресу поета у порушенні імператорської заборони писати і малювати в разі, якби у нього виявлено рукописи, наступна повість «Княгиня» створена, очевидно, відразу після «Наймички» та «Варнака» (вже при І. О. Ускові, який дав негласний дозвіл на працю Шевченка — письменника і художника), хоч і підписана псевдонімом «К[обзар] Дармограй», має точну дату — 1853 рік.
Вперше згадано про «Наймичку» в повідомленні М. М. Лазаревського про продаж рукописів російських повістей Шевченка — «Извещение о прозаических сочинениях Т. Гр. Шевченка на великорусском языке», в журналі «Основа» за 1862 рік, вже після смерті поета., де описано автограф, який зберігається в ІЛ.

## Сюжет
У повісті використано фабулу однойменної поеми. В цьому творі Шевченко продовжив розробляти тему трагічної долі зведеної представником вищого суспільного стану жінки з народу, поширену в світовій, зокрема й російській та українській, літературі кінця XVIII — перших десятиліть XIX століть (С. Річардсон, Д. Краббе, В. Вордсворт, Г. Бюргер, М. Карамзін, Є. А. Баратинський, Г. Ф. Квітка-Основ'яненко). Одна з центральних тем Шевченкової творчості (поеми «Катерина», «Слепая», «Відьма», «Марина», повість «Капитанша») — тема покритки в «Наймичці» розкривається в новому аспекті: зображенні морально-психологічної драми матері позашлюбної дитини, змушеної заради її щастя приховувати своє материнство. Найближче за фабулою до Шевченкової повісті стоїть «Сердешна Оксана» Квітки-Основ'яненка, проте героїня Квітки сама виховує свого сина, отже, у побудові головної сюжетної ситуації Шевченко був цілком оригінальним. Безперечною є ідейна відмінність «Наймички» від близьких їй за темою творів інших письменників. Соціальна знедоленість покритки, ЇЇ моральна вищість над офіцером-спокусником, що уособлює чужий українському народові національно-етичний світогляд, життєвість зображуваних явищ у Шевченка розкриті набагато переконливіше, ніж у творах Карамзіна, Баратинського, Квітки-Основ'яненка. Є певна генетична і типологічна спорідненість між образами заможного хуторянина Якима Гирла й позитивних героїв наступних повістей Шевченка та «богобоязливими, людинолюбними, смиренними, але такими, що вміють «берегти свою копійку», героями Квітки-Основ'яненка» — Наумом Дротом («Маруся»), Тихоном Брусом («Добре роби — добре й буде»). Скромність, доброта Якима і Марти, ідеальні взаємини між цим подружжям нагадують гоголівських «старосвітських поміщиків». На зв'язок між героями прямо вказав Шевченко в повісті: «До прибытия Марка из школы старый Яким был похож на Афанасия Ивановича после смерти Пульхерии Ивановны, с той разницею, что в доме и вообще в хозяйстве не было заметно того печального запустения, какое было видно в доме Афанасия Ивановича после смерти Пульхерии Ивановны». Проте герої «Наймички» від героїв Гоголя відрізняються тим, «що поєднують із зовнішньою добродушністю здатність до діяльного добра».

## Історія видання
Вперше повість надруковано за цим автографом у журналі «Киевская старина» за 1886 рік. Публікація містить значну кількість неточностей. Певна частина їх виникла внаслідок неправильного прочитання окремих слів, наприклад, в автографі: «школа вещь, коли ты хочешь знать, не малая» (аркуш 74), в «Киевской старине»: «школа возня, коли ты хочешь знать, не малая» (№ 8, с. 594); в автографі: «какая за тебя, безусого, выйде. Разве какая бессережная!» (арк. 282-3), в «Киевской старине»: «какая за тебя без усего выйде, разве какая бесприютная!» (№ 9, с. 31) й інше. Нерозбірливо написану в автографі частину речення після слів «жандарм на тройке» (аркуш 191) в першодруці випущено беззастережно (№ 9, с. 10).
Більшість відмін від автографа повісті в публікації «Киевской старины» спричинена довільним редагуванням Шевченкового тексту. Правка мала переважно стилістичний характер і виявилась у заміні порядку слів, заміні, доповненні й, навпаки, опущенні окремих слів у реченні, наприклад, в автографі: «Виха означает конюшню» (аркуш 24), в «Киевской старине»: «Вихи означают конюшню» (№ 8, с. 582); «зеленеет небольшой гай (роща), как бы оазис в пустыне аравийской (красно сказано!)» (аркуш 34) — «зеленеет небольшой гай (роща), как бы оазис в пустыне аравийской» (№ 8, с. 584); «потом села на ковер» (аркуш 92) — «потом села на килим» (№ 8, с. 597); «Дытыну розбудиш своим проклятым хохотом» (аркуш 161) — «Дытыну разбудишь своим проклятым смехом» (№ 9, с. 3); «— На, забавляй его по-своему, — и он передал Марка Марте» (аркуш 171) — «— На, забавляй его по-своему, — сказал он, обратясь к Марте, и передал ей Марка» (№ 9, с. 6); «И она выбежала из хатки» (аркуш 202) — «сказала она и выбежала из хаты» (№ 9, с. 18) тощо.
Вперше введено до збірки творів у виданні: «Поэмы, повести и рассказы Т. Г. Шевченка, писанные на русском языке. С портретом поэта» / Издание редакции «Киевской старины» (Киев, 1888. — С. 63 — 132).
Уперше введено до зібрання творів у виданні: «Шевченко Т. Повна збірка творів: У 5 т.» (К., 1939. — Т. 3. — С. 1 — 82), де здійснено першу наукову публікацію повісті за автографом.

## Автограф
Чорновий автограф повісті зберігається в Інституті літератури ім. Т. Шевченка (ІЛ, ф. 1, № 95).
Рукопис на 64 аркушах паперу, за авторською нумерацією — на 31 складеному вдвоє аркуші (Шевченко не рахував одинарних додаткових аркушів після 231-2 та 313-4). Назва повісті написана олівцем. Неоднаковий почерк, різної товщини перо, різні відтінки чорного чорнила, олівець, папір кількох гатунків, додатковий аркуш після аркуша 231-2, вставка на смужці паперу до сторінки 14, залишені чистими сторінки 184 та частини сторінок 232, 234, 244, 301 свідчать, що Шевченко працював над рукописом з перервами. На полі аркуша 174 автографа дрібнішим почерком і тоншим пером він написав речення: «Вы делаете мне зло, потому что не можете сделать добра». Це речення, не введене до твору, очевидно, стосується вміщених поряд з ним на основній частині сторінки запитань корнета до Лукії: «Скажи, Лукеюшка, за что ты меня не любишь, зачем ты от меня прячешься всякий раз, когда я сюда приеду?», «За что я тебе вдруг немилым стал?» і є заготовкою для дальшої роботи над повістю. Текст твору остаточно не викінчений: не уніфіковано імена деяких персонажів, на початку повісті йдеться про постій драгунів, які далі називаються уланами, в окремих реченнях не вистачає необхідних за змістом слів, іноді, навпаки, слово повторюється двічі, є випадки граматичної неузгодженості, пропусків складів, літер, деякі слова недописано тощо.
Дата в автографі фіктивна: «25 февраля 1844. Переяслов». Датується орієнтовно: 1852 — 1853 роками, Новопетровське укріплення.